# Chmielaki Krasnostawskie
Chmielaki Krasnostawskie – Ogólnopolskie Święto Chmielarzy i Piwowarów odbywające się co roku w Krasnymstawie po żniwach chmielowych. Nazywane inaczej dożynkami chmielowo-piwnymi.

## Historia
Tradycje chmielarstwa na terenie Krasnegostawu i okolic sięgają początków XX wieku i wiążą się ściśle z osobą Tadeusza Fleszyńskiego (1886–1968), inżyniera chmielarstwa, który w swoim gospodarstwie pracował nad rozwojem oświaty rolniczej na wsi i jako członek Towarzystwa Rolniczego wygłaszał pogadanki na temat uprawy chmielu. Był też jednym z inicjatorów budowy szkoły rolniczej, w której po II wojnie światowej pracował jako nauczyciel uprawy chmielu, gdzie pod jego kierunkiem wykształciła się liczna kadra chmielarzy, co doprowadziło do powstania swoistego „zagłębia chmielowego”.
Liczne sukcesy krasnostawskich chmielarzy w produkcji chmielu i rozwój tego działu rolnictwa na przełomie lat 60 i 70, a także tradycje amatorskiego ruchu artystycznego sięgające XVIII wieku złożyły się na powstanie dożynek chmielowych, nazwanych „Chmielaki Krasnostawskie”.
Pierwsze Chmielaki odbyły się w dniach 11–12 września 1971 r. i miały regionalny charakter. Od początku imprezie towarzyszyło widowisko obrzędowe przedstawiające historię miasta i regionu, w którym występowały historyczne postacie związane z Krasnymstawem: Marek Sobieski starosta krasnostawski, Jan Zamojski wielki hetman koronny oraz królowie Kazimierz Wielki, Władysław Jagiełło, Jan III Sobieski. Od 1977 roku Chmielaki stały się imprezą ogólnopolską, w której uczestniczyły zespoły regionalne, twórcy ludowi z kraju i z zagranicy. Imprezy muzyczne odbywały się na stadionie i przy ratuszu, a przy ul. Rzecznej był kiermasz piwny i występy zespołów folklorystycznych.
W roku 1985 po raz pierwszy w Amfiteatrze zorganizowany został koncert rockowy pod nazwą „Chmiel Rock”. W 1990 roku organizatorzy zmienili dotychczasową formułę – ze względów estetycznych i bezpieczeństwa część handlową przeniesiono z tzw. targowicy przy ul. Rzecznej do centrum pozostawiając wokół przejezdne ulice.
Od 1991 w ramach koncertu galowego organizowane są Wybory Miss Chmielaków, któremu towarzyszą występy popularnych kabaretów i zespołów muzycznych. Od 1994 roku dla fanów muzyki jazzowej organizowany jest koncert pn. „Jazz z pianką”. W 2005 roku na Chmielakach wystąpiła po raz pierwszy gwiazda z zagranicy – Gipsy Kings, następnie w roku 2006 Boban Markovic Orchestra, a w roku 2007 InGrid.

## Konsumencki Konkurs Piw
W ramach Chmielaków Krasnostawskich organizowana jest Ogólnopolska Sesja Chmielarska, będąca okazją do spotkań chmielarzy z całego kraju oraz Konsumencki Konkurs Piw, który zadebiutował na Chmielakach w 1992 r. Kategorie konkursowe ewoluowały na przestrzeni lat, a obecny podział piw na XI kategorii ustalony został ostatecznie w 2007 r. wraz z dołączeniem do konkursu piw pszenicznych jako osobnego asortymentu.

### Wyniki KKP od 2005 r.
| Rok  | Laureat                                     |
| ---- | ------------------------------------------- |
| 2012 | Miłosław Koźlak – Browar Fortuna            |
| 2011 | Na Miodzie Gryczanym – Browar Jabłonowo     |
| 2010 | Perła Chmielowa – Perła Browary Lubelskie   |
| 2009 | Konstancin Bardzo Mocny – Browar Konstancin |

| Rok  | 1. miejsce                                  | 2. miejsce                                  | 3. miejsce                                       |
| ---- | ------------------------------------------- | ------------------------------------------- | ------------------------------------------------ |
| 2012 | Konstancin Lekki – Browar Konstancin        | Skalák Řezaný – Pivovar Rohozec             | Svijanský Máz Niepasteryzowany – Pivovar Svijany |
| 2011 | Goolman Premium – Perła Browary Lubelskie   | Zwierzyniec – Perła Browary Lubelskie       | Twierdzowe Niepasteryzowane – Browar Racibórz    |
| 2010 | Goolman Premium – Perła Browary Lubelskie   | Korona Książęca – Royal Unibrew Polska      | Zwierzyniec – Perła Browary Lubelskie            |
| 2009 | Strzelec Jasne Pełne – Royal Unibrew Polska | Goolman – Perła Browary Lubelskie           | Skalák 11 – Pivovar Rohozec                      |
| 2008 | Zwierzyniec – Perła Browary Lubelskie       | Strzelec Jasne Pełne – Royal Unibrew Polska | Goolman – Perła Browary Lubelskie                |
| 2007 | Goolman – Perła Browary Lubelskie           | Gold Pils – Browar Kormoran                 | Zwierzyniec – Perła Browary Lubelskie            |
| 2006 | Zwierzyniec Pils – Perła Browary Lubelskie  | Strzelec Jasne Pełne – Royal Unibrew Polska | Bud – Grupa Żywiec                               |
| 2005 | Goolman – Perła Browary Lubelskie           | Strzelec – Royal Unibrew Polska             | Zwierzyniec – Perła Browary Lubelskie            |

| Rok  | 1. miejsce                             | 2. miejsce                               | 3. miejsce                                          |
| ---- | -------------------------------------- | ---------------------------------------- | --------------------------------------------------- |
| 2012 | Lech Pils – Kompania Piwowarska        | Lobkowicz Premium – Pivovar Platan       | Lech Premium – Kompania Piwowarska                  |
| 2011 | Perła Export – Perła Browary Lubelskie | Grodzki Pils – Browar Grodzka 15         | Bierhalle Pils 12 II – Bierhalle                    |
| 2010 | Perła Export – Perła Browary Lubelskie | Lubelskie Pils – Perła Browary Lubelskie | Okocim – Carlsberg Polska                           |
| 2009 | Goolman Gold – Perła Browary Lubelskie | Perła Export – Perła Browary Lubelskie   | Tatra Jasne Pełne – Grupa Żywiec                    |
| 2008 | Harnaś – Carlsberg Polska              | Leżajsk Pełne – Grupa Żywiec             | Kasztelan Jasny Pełny – Carlsberg Polska            |
| 2007 | Lech Premium – Kompania Piwowarska     | Tatra Jasne Pełne – Grupa Żywiec         | Heineken – Grupa Żywiec                             |
| 2006 | Heineken – Grupa Żywiec                | Tyskie Gronie – Kompania Piwowarska      | Lech Premium – Kompania Piwowarska                  |
| 2005 | Tyskie Gronie – Kompania Piwowarska    | Heineken – Grupa Żywiec                  | Jurand Premium – Jurand Browary Warmińsko-Mazurskie |

| Rok  | 1. miejsce                                       | 2. miejsce                                         | 3. miejsce                                 |
| ---- | ------------------------------------------------ | -------------------------------------------------- | ------------------------------------------ |
| 2012 | Mazowieckie Niepasteryzowane – Browar Konstancin | Svijanský Kníže Niepasteryzowany – Pivovar Svijany | Konstancin Jasny Pełny – Browar Konstancin |
| 2011 | Żywiec – Grupa Żywiec                            | Perła Niepasteryzowana – Perła Browary Lubelskie   | Perła Chmielowa – Perła Browary Lubelskie  |
| 2010 | Perła Chmielowa – Perła Browary Lubelskie        | Łomża Wyborowa – Royal Unibrew Polska              | Rybnicki Full – Royal Unibrew Polska       |
| 2009 | Żywiec – Grupa Żywiec                            | Perła Chmielowa – Perła Browary Lubelskie          | Bierhalle Pils – Browar Bierhalle Warszawa |
| 2008 | Żubr – Kompania Piwowarska                       | Goolman Gold – Perła Browary Lubelskie             | Perła Chmielowa – Perła Browary Lubelskie  |
| 2007 | Perła Chmielowa – Perła Browary Lubelskie        | Okocim OK – Carlsberg                              | Goolman Gold – Perła Browary Lubelskie     |
| 2006 | Książęce – Browar Śląski 1209                    | Warka – Grupa Żywiec                               | Perła Chmielowa – Perła Browary Lubelskie  |
| 2005 | Sambor – Royal Unibrew Polska                    | Kanclerz – Royal Unibrew Polska                    | Książęce – Browar Śląski 1209              |

| Rok  | 1. miejsce                               | 2. miejsce                     | 3. miejsce                               |
| ---- | ---------------------------------------- | ------------------------------ | ---------------------------------------- |
| 2012 | Strong – Grupa Żywiec                    | Tatra Mocne – Grupa Żywiec     | Trzy Zboża – Browar Jabłonowo            |
| 2011 | Goolman Mocny – Perła Browary Lubelskie  | Strong – Grupa Żywiec          | Bierhalle Marcowe – Bierhalle            |
| 2010 | Bosman Specjal – Carlsberg Polska        | Strong – Grupa Żywiec          | Goolman Mocne – Perła Browary Lubelskie  |
| 2009 | Strzelec Mocne – Royal Unibrew Polska    | Strong – Grupa Żywiec          | Goolman Strong – Perła Browary Lubelskie |
| 2008 | Bierhalle Marcowe – Bierhalle Warszawa   | Piast Mocne – Carlsberg Polska | Strzelec Mocne – Royal Unibrew Polska    |
| 2007 | Goolman Strong – Perła Browary Lubelskie | ---                            | ---                                      |
| 2006 | Bieszczadzkie – Browar Janów Lubelski    | Max Mocny – Browar Kormoran    | ---                                      |

| Rok  | 1. miejsce                                          | 2. miejsce                                       | 3. miejsce                                        |
| ---- | --------------------------------------------------- | ------------------------------------------------ | ------------------------------------------------- |
| 2012 | Perła Mocna – Perła Browary Lubelskie               | Krzepkie – Browar Kormoran                       | Primator 16 – Pivovar Náchod                      |
| 2011 | Książ Czarny Specjal – Carlsberg Polska             | Lubelskie Mocne – Perła Browary Lubelskie        | Perła Mocna – Perła Browary Lubelskie             |
| 2010 | Perła Czarna Extra Strong – Perła Browary Lubelskie | Bierhalle Maibock – Bierhalle                    | Okocim Premium Mocne – Carlsberg Polska           |
| 2009 | Konstancin Bardzo Mocny – Browar Konstancin         | Lubelskie Mocne – Perła Browary Lubelskie        | Harnaś Mocne – Carlsberg Polska                   |
| 2008 | Okocim Mocne – Carlsberg Polska                     | Tatra Mocne – Grupa Żywiec                       | Dawne Niepasteryzowane – Browar Konstancin        |
| 2007 | Okocim Mocne – Carlsberg                            | Złoty Strong – Krajan Browary Kujawsko-Pomorskie | Hubal Mocny – Browary Grudziądz                   |
| 2006 | Mocne Dobre – Browar Śląski 1209                    | Perła Mocna – Perła Browary Lubelskie            | Dębowe Mocne – Kompania Piwowarska                |
| 2005 | Perła Mocna – Perła Browary Lubelskie               | Mocne Dobre – Browar Śląski 1209                 | Jurand Mocne – Jurand Browary Warmińsko-Mazurskie |

| Rok  | 1. miejsce                                            | 2. miejsce                                                | 3. miejsce                                            |
| ---- | ----------------------------------------------------- | --------------------------------------------------------- | ----------------------------------------------------- |
| 2012 | Bierhalle Ciemne Niepasteryzowane - Bierhalle Arkadia | Bierhalle Ciemne Niepasteryzowane - Bierhalle Manufaktura | Primator Dark - Pivovar Náchod                        |
| 2011 | Bierhalle Ciemne – Bierhalle                          | Primator Dark – Pivovar Náchod                            | Ciemne Korzenne Herbowe – Browar Koreb                |
| 2010 | Primator Dark – Primator                              | Skalák Řezaný – Pivovar Rohozec                           | Ciemne – Browar Edi                                   |
| 2009 | Bierhalle Ciemne – Browar Bierhalle Warszawa          | Granat – Pivovar Černá Hora                               | ---                                                   |
| 2008 | ---                                                   | ---                                                       | ---                                                   |
| 2007 | Krajan Ciemne – Krajan Browary Kujawsko-Pomorskie     | Murphy’s Irish Red – Grupa Żywiec                         | ---                                                   |
| 2006 | Carmell – Perła Browary Lubelskie                     | Ciemne – Krajan Browary Kujawsko-Pomorskie                | Nakielskie Ciemne – Krajan Browary Kujawsko-Pomorskie |

W 2005 roku wszystkie piwa ciemne do 16,0 ºBlg startowały w jednej kategorii.
Wyniki:
- 1. Heban – Jurand Browary Warmińsko-Mazurskie
- 2. Farskie – Browar Ciechanów
- 3. Irlandzkie – Krajan Browary Kujawsko-Pomorskie

| Rok  | 1. miejsce                                   | 2. miejsce                                 | 3. miejsce                                            |
| ---- | -------------------------------------------- | ------------------------------------------ | ----------------------------------------------------- |
| 2012 | Altbier Niepasteryzowane - Bierhalle Arkadia | Kormoran Ciemny - Browar Kormoran          | Bierhalle Ciemne Niepasteryzowane - Bierhalle Arkadia |
| 2011 | Bierhalle Ciemne II – Bierhalle              | Altbier – Bierhalle                        | Pivovaria Bursztyn – MiniBrowar Pivovaria             |
| 2010 | Skalák 13% tm – Pivovar Rohozec              | Altbier – Bierhalle                        | Bierhalle Ciemne II – Bierhalle                       |
| 2009 | Skalák 13 tm – Pivovar Rohozec               | Altbier – Browar Bierhalle Warszawa        | Bierhalle Ciemne – Browar Bierhalle Warszawa          |
| 2008 | Bierhalle Ciemne – Bierhalle Warszawa        | Koźlak Eksportowy – Boss Browar Witnica    | Altbier – Bierhalle Warszawa                          |
| 2007 | Piwo Gotyckie 2 – Browary Grudziądz          | ---                                        | ---                                                   |
| 2006 | Koźlak Eksportowy – Boss Browar Witnica      | Heban – Jurand Browary Warmińsko-Mazurskie | ---                                                   |

| Rok  | 1. miejsce                                           | 2. miejsce                                            | 3. miejsce                                   |
| ---- | ---------------------------------------------------- | ----------------------------------------------------- | -------------------------------------------- |
| 2012 | Miłosław Koźlak - Browar Fortuna                     | Irlandzkie Mocne - Browar Krajan                      | Belfast - Browar Jabłonowo                   |
| 2011 | Magnus – Browar Jagiełło                             | Czarny Dąb – Browar Konstancin                        | Bierhalle Koźlak – Bierhalle                 |
| 2010 | Bierhalle Koźlak – Bierhalle                         | Magnus – Browar Jagiełło                              | Warmiak – Browar Kormoran                    |
| 2009 | Staropolski Mocne Ciemne Porter – Browar Staropolski | Magnus – Browar Jagiełło                              | Bierhalle Koźlak – Browar Bierhalle Warszawa |
| 2008 | Magnus – Browar Jagiełło                             | Nakielskie Ciemne – Krajan Browary Kujawsko-Pomorskie | Ciemny Bock – Minibrowar Haust               |
| 2007 | Mocne Irlandzkie – Krajan Browary Kujawsko-Pomorskie | Irish Beer – Browar Kormoran                          | Magnus – Browar Jagiełło                     |
| 2006 | Irlandzkie Mocne – Krajan Browary Kujawsko-Pomorskie | Belfast – Browar Jabłonowo                            | Farskie – Browar Ciechanów                   |

| Rok  | 1. miejsce                             | 2. miejsce                                 | 3. miejsce                                 |
| ---- | -------------------------------------- | ------------------------------------------ | ------------------------------------------ |
| 2012 | Żywiec Porter - Grupa Żywiec           | Krajan Porter - Browar Krajan              | Porter Warmiński - Browar Kormoran         |
| 2011 | Ciemne Mocne – Browar Staropolski      | Porter Warmiński – Browar Kormoran         | Żywiec Porter – Grupa Żywiec               |
| 2010 | Primator Double – Primator             | Okocim Porter – Carlsberg Polska           | Żywiec Porter – Grupa Żywiec               |
| 2009 | Żywiec Porter – Grupa Żywiec           | Porter Warmiński – Browar Kormoran         | Porter – Krajan Browary Kujawsko-Pomorskie |
| 2008 | Żywiec Porter – Grupa Żywiec           | Czarny Boss – Boss Browar Witnica          | ---                                        |
| 2007 | Żywiec Porter – Grupa Żywiec           | Porter – Krajan Browary Kujawsko-Pomorskie | ---                                        |
| 2006 | Strzelec Porter – Royal Unibrew Polska | Porter – Krajan Browary Kujawsko-Pomorskie | Porter – Browar Ciechanów                  |
| 2005 | Żywiec Porter – Grupa Żywiec           | Porter – Royal Unibrew Polska              | Porter – Krajan Browary Kujawsko-Pomorskie |

| Rok  | 1. miejsce                              | 2. miejsce                                  | 3. miejsce                                    |
| ---- | --------------------------------------- | ------------------------------------------- | --------------------------------------------- |
| 2012 | Magnus Black - Browar Jagiełło          | Magnus Czekoladowy - Browar Jagiełło        | Magnus Śliwkowy - Browar Jagiełło             |
| 2011 | Na Miodzie Gryczanym – Browar Jabłonowo | Magnus Black – Browar Jagiełło              | Karmi Poema di cafe – Carlsberg Polska        |
| 2010 | Desperados – Grupa Żywiec               | Cooler Lemon – Royal Unibrew Polska         | Karmi Poema di Cafe – Carlsberg Polska        |
| 2009 | Desperados – Grupa Żywiec               | Freeq Red Fruits – Grupa Żywiec             | Cooler Lemon – Royal Unibrew Polska           |
| 2008 | Freeq Red Fruits – Grupa Żywiec         | Miodowe – Krajan Browary Kujawsko-Pomorskie | Freeq Golden Apple – Grupa Żywiec             |
| 2007 | Freeq Green Lime – Grupa Żywiec         | Freeq RC – Grupa Żywiec                     | Freeq Golden Apple – Grupa Żywiec             |
| 2006 | Freeq Green Lime – Grupa Żywiec         | Freeq – Grupa Żywiec                        | Banana – Browar Jabłonowo                     |
| 2005 | Cherry Beer – Browar Kormoran           | Miodowe – Browar Ciechanów                  | Dri Beer – Jurand Browary Warmińsko-Mazurskie |

| Rok  | 1. miejsce                                      | 2. miejsce                                            | 3. miejsce                                          |
| ---- | ----------------------------------------------- | ----------------------------------------------------- | --------------------------------------------------- |
| 2012 | Pszeniczne - Browar Konstancin                  | Śmietanka Toruńska - Browar Staromiejski Jan Olbracht | Trzy kolory Pszeniczne - Minibrowar Trzy Korony     |
| 2011 | Pivovaria Pszeniczne – Mini Browar Pivovaria    | Pszeniczne – Browar De Brasil Łódź                    | Kult – Pivzavod Krynitsa,                           |
| 2010 | Bierhalle Weizen – Bierhalle                    | Bierhalle Dunkel Weizen – Bierhalle                   | Paulaner Hefe-Weissbier Naturtrub – Grupa Żywiec    |
| 2009 | Bierhalle Weizen II – Browar Bierhalle Warszawa | Bierhalle Weizen – Browar Bierhalle Warszawa          | Bierhalle Dunkel Weizen – Browar Bierhalle Warszawa |
| 2008 | Bierhalle Weizen – Bierhalle Warszawa           | Paulaner Hefeweissbier – Grupa Żywiec                 | Pszeniczne Weizen – Minibrowar Haust                |
| 2007 | Paulaner Hefe Weissbier – Grupa Żywiec          | Cornelius Weizen Bier – Browar Sulimar                | Ciechan pszeniczne – Browar Ciechan                 |

### Wyniki KKP od 1992–2004
W latach 1992–2004 konkursy odbywały się nieregularnie i w różnych kategoriach.
- 2004: W Konsumenckim Konkursie Piw 2004 piwa startowały w dwóch kategoriach:

Kategoria I – Piwa jasne pełne o zawartości ekstraktu w brzeczce do 13,0ºBlg
- 1. Perła Chmielowa – Perła Browary Lubelskie
- 2. Heineken – Grupa Żywiec
- 3. Carlsberg – Carlsberg-Okocim

Kategoria II – Piwa jasne mocne o zawartości ekstraktu w brzeczce pow. 13,1ºBlg
- 1. Perła Mocna – Perła Browary Lubelskie
- 2. Dobre Mocne – Browar Śląski 1209
- 3. Kunter Mocny – Browary Grudziądz
- 2002: Jedna kategoria open
- 1. Kasztelan – Browar Sierpc
- 2. Wyborowe – Browar Łomża
- 3. Perła – Browary Lubelskie
- 2001: Jedna kategoria open
- 1. Kasztelan – Browar Sierpc
- 2. Perła – Browary Lubelskie
- 3. Wyborowe – Browar Łomża
- 2000: Jedna kategoria open
- 1. Wyborowe Pepees – Browar Łomża
- 2. Kasztelan – Browar Sierpc
- 3. Hetman – Browar Krasnystaw
- 1999: Jedna kategoria open
- 1. Jubileuszowe OK – Browar Okocim
- 2. Perła – Browary Lubelskie
- 3. Bractwo – Browar Kujawiak
- 1998: Jedna kategoria open
- 1. Perła – Browary Lubelskie
- 2. Tyskie Gronie – Browar Książęcy Tychy
- 3. Golden Dragon – Browar Krotoszyn
- 1997: Jedna kategoria open
- 1. Lech Pils Premium – Browary Wielkopolskie
- 2. Full – Browar Namysłów
- 3. Grill – Browary Lubelskie
- 1993: Piwa wystartowały w 4 kategoriach

Kategoria I – Piwa jasne pełne o zawartości ekstraktu w brzeczce 10,5–12,0ºBlg
- 1. Leżajsk Bier – Browar Leżajsk
- 2. Gronie – Browar Książęcy Tychy
- 3. Pils – Browar Sierpc

Kategoria II – Piwa jasne pełne o zawartości ekstraktu w brzeczce 12,1–13,0ºBlg
- 1. Premium Pils – Browar Koszalin
- 2. Export Specjal Warka – Browar Warka
- 3. Pils – Browar Książęcy Tychy

Kategoria III – Piwa ciemne karmelowe
- 1. Czarna Perła – Browary Wielkopolskie
- 2. Ciemne Karmelowe – Browar Elbląg
- 3. Ciemne Specjalne – Browary Warszawskie

Kategoria IV – Piwa ciemne mocne
- 1. Porter – Browary Warszawskie
- 2. Porter – Browar Tychy
- 3. Porter – Browar Elbląg
- 1992: Piwa wystartowały w 4 kategoriach

Kategoria I – Piwa jasne pełne o zawartości ekstraktu w brzeczce 11,3–12,0ºBlg
- 1. Brok – Browar Koszalin
- 2. Krystal – Browar Leżajsk
- 3. Specjal Pils – Browar Braniewo

Kategoria II – Piwa jasne pełne o zawartości ekstraktu w brzeczce 12,5–13,0ºBlg
- 1. Eksportowe – Browar Okocim
- 2. Kasztelańskie – Browar Sierpc
- 3. Bosman – Browar Szczecin

Kategoria III – Piwa ciemne karmelowe
- 1. Czarna Perła – Browary Wielkopolskie
- 2. Karmelowe – Browar Okocim
- 3. Karmelowe – Browar Elbląg

Kategoria IV – Piwa ciemne mocne
- 1. Porter – Browar Tychy
- 2. Porter – Browar Okocim
- 3. Porter – Browar Łódź